# Tihomir Mišić
Tihomir Mišić zvani Vojvoda, (Ljuti Dolac, 25. lipnja 1958. – Mostar, 16. svibnja 1992.), odlikovani je legendarni zapovjednik HVO-a.

## Životopis
Rodio se je u Ljutom Docu 1958. godine. Nakon završene srednje ugostiteljske škole zaposlio se kao ugostiteljski radnik. HVO-u je pristupio 18. rujna 1991. godine.[nedostaje izvor]  Postao je zapovjednikom Četvrte bojne.[nedostaje izvor] Nosio je čin bojnika.[nedostaje izvor]
Poginuo je 1992. godine u nikad do kraja razjašnjenim okolnostima kad je zajedno s vojnicima Muslimanima i Hrvatima obilazio istaknute položaje između hrvatskih i muslimanskih postrojbâ HVO-a kod Starog mosta na zapadnoj obali rijeke Neretve, nasuprot položajima VRS-a koji su se onda nalazili na istočnoj obali Neretve. Pogodili su ga vojnici Muslimani iz Samostalne bojne/bataljuna u tri uzastopne paljbe: prvi put lovačkom puškom, drugi put iz sačmarice, treći put brzometnom paljbom iz kalašnjikova;[nedostaje izvor] zatajenje teške strojnice spasilo je ostale vojnike i zapovjednike u ophodnji da i oni ne prođu isto.[nedostaje izvor] Prema zasad poznatim podatcima, vojnici su pucali jer su mislili da se radilo o neprijateljskim vojnicima odnosno nisu bili obaviješteni da će im doći zapovjednici u ophodnju, vodič je loše organizirao ophodnju, a iz istražnih izvješća se zaključilo da je komunikacija zapovjedništva Samostalne bojne/bataljuna s Glavnim stožerom HVO-a bila vrlo loša.
Postoje sumnje da je Mišić planski ubijen, kako s muslimanske, tako i s hrvatske strane. Njegovi nadređeni, među ostalim, gen. Slavko Puljić je u razgovoru za suradnika časopisa Vojne povijesti izjavio da je uvjeren da je Mišić i još neki ljudi kao što su Ludvig Pavlović, Tvrtko Miloš, Božan Šimović ostali na životu, da bi tijek rata u Mostaru bio drukčiji te da se neki loši događaji koji su poslije uslijedili nikad ne bi dogodili.[nedostaje izvor]

## Priznanja i počasti
Njemu u čast ime 25. svibnja 1992. postrojba Četvrta bojna HVO-a je dobila ime Četvrta bojna Tihomir Mišić. Nešto poslije to je ime dobila i vojarna u Mostaru u sjevernom logoru, koja je to ime nosila sve do početka hrvatsko-muslimanskih oružanih sukoba u Mostaru.
Postumno je dobio čin brigadira.
Za svoj domoljubni angažman dobio je Spomenicu Domovinskog rata te Red Petra Zrinskoga i Frana Krste Frankopana s pozlaćenim pleterom.
Za života je postao legendom te je opjevan u pjesmama.
Trg u Mostaru na predjelu Balinovcu nosi njegovo ime.